# Rancho los Ramírez
Rancho los Ramírez är en ort i Mexiko.   Den ligger i kommunen Salamanca och delstaten Guanajuato, i den centrala delen av landet, 250 km nordväst om huvudstaden Mexico City. Rancho los Ramírez ligger 1 716 meter över havet och antalet invånare är 328.
Terrängen runt Rancho los Ramírez är huvudsakligen platt, men åt nordost är den kuperad. Runt Rancho los Ramírez är det tätbefolkat, med 257 invånare per kvadratkilometer. Närmaste större samhälle är Salamanca, 4,3 km väster om Rancho los Ramírez. Runt Rancho los Ramírez är det i huvudsak tätbebyggt.